# Alois Schwarz (Bischof)

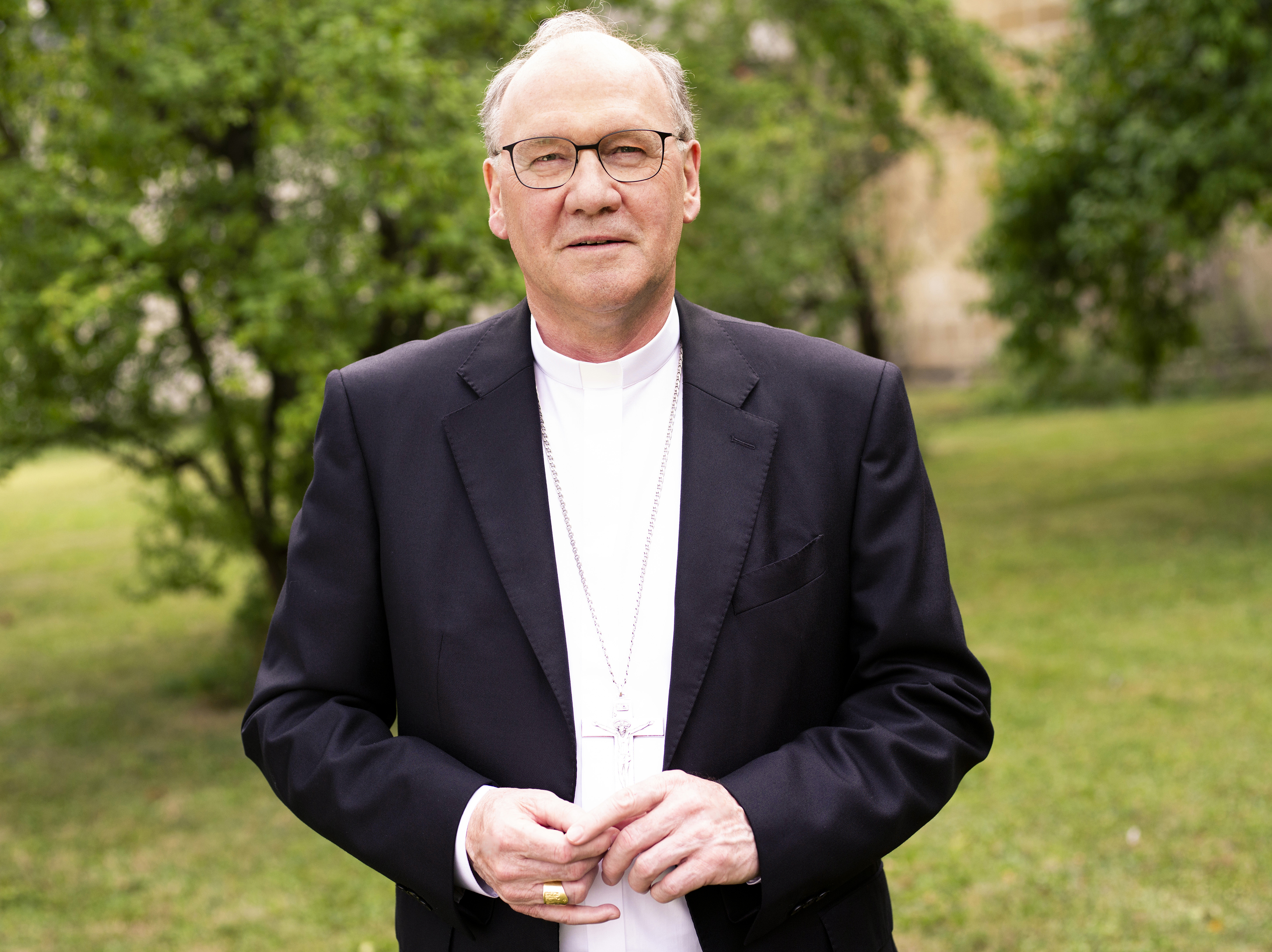
Alois Schwarz (2021)

Alois Schwarz (* 14. Juni 1952 in Hollenthon, Niederösterreich) ist ein österreichischer Geistlicher. Er war von 2001 bis 2018 römisch-katholischer Bischof der Diözese Gurk-Klagenfurt und ist seit 2018 Bischof der Diözese St. Pölten.

## Leben
Alois Schwarz wurde als Sohn des Landwirts Alois Schwarz und seiner Frau Ernestine (geb. Sanz) geboren. Von 1962 bis 1970 besuchte er das humanistische Gymnasium Sachsenbrunn der Erzdiözese Wien in Kirchberg am Wechsel und wohnte im dortigen Knabenseminar. 1970 legte er die Matura ab, trat in das Wiener Priesterseminar ein und studierte katholische Theologie an der Universität Wien. 1973 trat Alois Schwarz seine Position als Praktikant in der Pfarre Franz von Sales an. In den Jahren 1975 und 1976 war Schwarz Diakon in der Pfarre Pötzleinsdorf.
Am 29. Juni 1976 empfing er das Sakrament der Priesterweihe und wurde 1981 zum Dr. theol. promoviert. Anschließend war er von 1983 bis 1992 Pfarrer in Krumbach (Niederösterreich) und übernahm am 1. September 1987 die Leitung des Pastoralamtes der Erzdiözese Wien. Am 5. Dezember 1988 verlieh ihm Papst Johannes Paul II. den Titel Kaplan Seiner Heiligkeit und ernannte ihn am 26. Dezember 1996 zum Titularbischof von Mathara in Numidia und zum Weihbischof in Wien. Am 22. Februar 1997 empfing er durch den Wiener Erzbischof Christoph Schönborn die Bischofsweihe. Mitkonsekratoren waren Johann Weber, Bischof von Graz-Seckau, und Helmut Krätzl, Titularbischof von Heraclea Pontica und Weihbischof in Wien. Am 1. August desselben Jahres berief ihn Erzbischof Schönborn zum Bischofsvikar für das Vikariat unter dem Wienerwald.
Am 22. Mai 2001 wurde er von Papst Johannes Paul II. zum Bischof der Diözese Gurk-Klagenfurt ernannt und am 23. Juni offiziell in dieses Amt eingeführt.
2013 wurde Schwarz in den Ritterorden vom Heiligen Grab zu Jerusalem aufgenommen und am 21. September 2013 durch den Kardinalgroßmeister Edwin Frederick O’Brien in der Basilika Mondsee investiert. 2017 wurde Schwarz Nachfolger von Karl-Heinz Frankl als Prior für die Komturei Klagenfurt des Ritterordens vom Heiligen Grab zu Jerusalem.
Papst Franziskus ernannte ihn am 17. Mai 2018 zum Bischof von St. Pölten. Am 1. Juli 2018 wurde er in sein neues Amt eingeführt. Bischof Schwarz wurde am 2. Juli 2022 Ehrenmitglied der K.Ö.A.V. Floriana St. Pölten im ÖCV.
Der Wechsel von Schwarz von Klagenfurt nach St. Pölten war von Medienberichten begleitet, die Schwarz’ Amtsführung bei der Verantwortung für das Mensalgut des Bistums kritisierten; die vorgeschriebene jährliche Überprüfung durch einen unabhängigen Wirtschaftsprüfer sei vier Jahre lang nicht erfolgt, und Bischof Schwarz habe die diesbezüglichen Kompetenzen des Kontrollrats gestrichen. Schwarz hatte an ihn gerichtete Vorwürfe stets zurückgewiesen, zu Kritik an seinem Führungsstil nahm er keine Stellung. Im Mai 2020 wurde das diesbezügliche strafrechtliche Ermittlungsverfahren gegen Schwarz eingestellt. Mittels Einstellungsbescheid der Wirtschafts- und Korruptionsstaatsanwaltschaft wurde im August 2021 zudem ein Finanzstrafverfahren „aufgrund mangelnder Verdachtslage“ beendet.
In der Österreichischen Bischofskonferenz ist Bischof Schwarz für die Referate Umwelt und Nachhaltigkeit, Wirtschaft und Landwirtschaft sowie Kirche und Sport zuständig. Als „Sportbischof“ engagierte sich Schwarz für die Ernennung von Luigi Scrosoppi zum „Schutzheiligen für alle Fußballerinnen und Fußballer, Stadien-Besucher und Fußball-Fans“. Einen weltweiten Schutzpatron für Fußballerinnen und Fußballer hatte es zuvor nicht gegeben.
2023 wurde er in die MKV-Verbindung Aggstein aufgenommen.

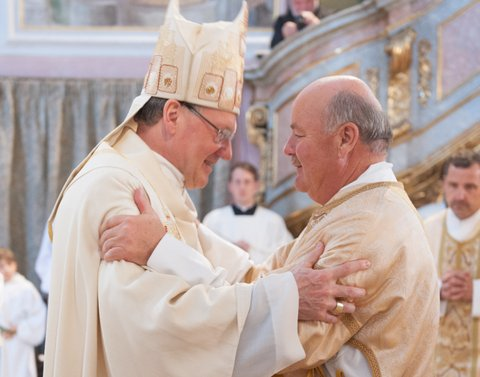
Schwarz weiht einen Diakon
Wappen von Alois Schwarz als Bischof von St. Pölten
Wappen von Alois Schwarz als Bischof von Gurk-Klagenfurt

## Auszeichnungen
- 2008: Ehrenmitglied der Freunde der Theologischen Kurse[17]
- 2009: Ehrenmitglied der katholischen Schülerverbindung Babenberg zu Klagenfurt im MKV
- 2012: Kärntner Landesorden in Gold
- 2012: Ehrenring der Landeshauptstadt Klagenfurt am Wörthersee
- 2012: Einspieler-Preis[18]
- 2016: Ökonomierat
- 2022: Goldenes Komturkreuz mit dem Stern des Ehrenzeichens für Verdienste um das Bundesland Niederösterreich[19]

## Werke
- Praxis der Predigterarbeitung. Neue Homiletik. Styria, Graz u. Wien 1986, ISBN 3-222-11716-0.
- Pastoraltheologie. Wiener Theologische Kurse, Wien 1990.
- Sorgt euch also nicht um morgen. Ein Bischof zur Zukunft des Glaubens. Styria, Graz u. Wien 2004, ISBN 3-222-12988-6.
- Sakramente. Liebeserklärungen Gottes in den Feiern der Kirche. Styria, Graz u. Wien 2005, ISBN 3-222-13186-4.
- Wenn der Himmel niederkniet. Ein Begleiter durch Advent und Weihnachten. Kral-Verlag, Berndorf 2020, ISBN 978-3-99024-941-3.